# 心岛站
心岛站是成都地铁9号线运营中的一座车站，于2020年12月18日随9号线一期开通而启用。
本站位于成都市武侯区锦城大道与科华南路交叉口。本站在规划阶段曾用名“金融城站”。

## 车站结构
本站为地下三层岛式站台车站。

### 车站楼层
| 地面                             | 0    | 出口A–D |
| 地下一层                         | 站厅 | 自助购票 客服中心 无障碍卫生间                                                                                         |
| 地下三层                         | 站台 | \| \| \| 9号线往黄田坝（孵化园） \| \| 島式 · 開左邊车门 · 无障碍卫生间 \| \| \| \| \| \| 9号线往金融城东（终点站） \| |
|                                  |      | 9号线往黄田坝（孵化园）                                                                                                |
| 島式 · 開左邊车门 · 无障碍卫生间 |      | |
|                                  |      | 9号线往金融城东（终点站）                                                                                              |

## 出入口
本站目前开放4个出入口，此外还设有两处与招商花园城的连通口。
|          |            |                                    |      |
| 编号     | 设施       | 指示                               | 照片 |
|          | 无障碍电梯 | 锦泰路、锦城大道、锦烨路、锦尚东路 |      |
| 出口 · B |            | 名都路、锦烨路、锦尚东路、锦城大道 |      |
| 出口 · C |            | 锦城大道、天府大道北段、锦悦东路   |      |
| 出口 · D |            | 锦城大道、科华南路、锦悦东路       |      |

## 历史
- 2019年3月25日，本站主体工程完工[2]。
- 2020年12月18日，本站启用。